# Coptomia consobrina
Coptomia consobrina är en skalbaggsart som beskrevs av Thierry Bourgoin 1917. Coptomia consobrina ingår i släktet Coptomia och familjen Cetoniidae. Inga underarter finns listade i Catalogue of Life.